# Rue Jacques-Gamelin
La rue Jacques-Gamelin (en occitan : carrièra Jacme Gamelin) est une voie de Toulouse, chef-lieu de la région Occitanie, dans le Midi de la France.

## Situation et accès

### Description
La rue Jacques-Gamelin est une voie publique. Elle traverse le quartier de Fontaine-Lestang, dont elle constitue l'axe principal.
Elle naît perpendiculairement à la rue Fieux, dans le prolongement de la rue des Vosges et de la rue de la Faourette. Longue de 702 mètres, orientée au nord, elle longe l'usine de Mondelez International tandis que, à gauche, s'ouvre la rue du Maréchal-Joffre. Elle traverse ensuite le lotissement Verdier, desservi à gauche par la rue de la Drôme et la rue de l'Aveyron, et à droite par la rue Brascassat et la rue Jean-François-Bladé, puis le lotissement des Bleuets, autour de la rue de la Moselle, à gauche, et enfin l'ancienne cité-jardin de Fontaine-Lestang, entre la rue de Caen et la rue des Turres, à droite. La rue Jacques-Gamelin oblique plus au nord au niveau de l'école élémentaire Étienne-Billières, face à la place Parfait-Dalquier, avant de se terminer au carrefour de la rue Louis-Vestrepain.
La chaussée compte une voie de circulation automobile à double-sens. Elle appartient, entre la rue Brascassat et la rue Louis-Vestrepain, à une zone 30 et la vitesse y est limitée à 30 km/h. Il existe, mais du côté pair et entre la rue Fieux et la rue Brascassat seulement, une bande cyclable.

### Voies rencontrées
La rue Jacques-Gamelin rencontre les voies suivantes, dans l'ordre des numéros croissants (« g » indique que la rue se situe à gauche, « d » à droite) :
1. Rue Fieux
2. Allée Daniel-Schintone (d)
3. Rue du Maréchal-Joffre (g)
4. Rue de la Drôme (g)
5. Rue Brascassat (d)
6. Rue de l'Aveyron (g)
7. Rue Jean-François-Bladé (d)
8. Rue de la Moselle (g)
9. Rue de Caen (d)
10. Rue des Turres (d)
11. Place Parfait-Dalquier (d)
12. Rue Louis-Vestrepain

## Odonymie

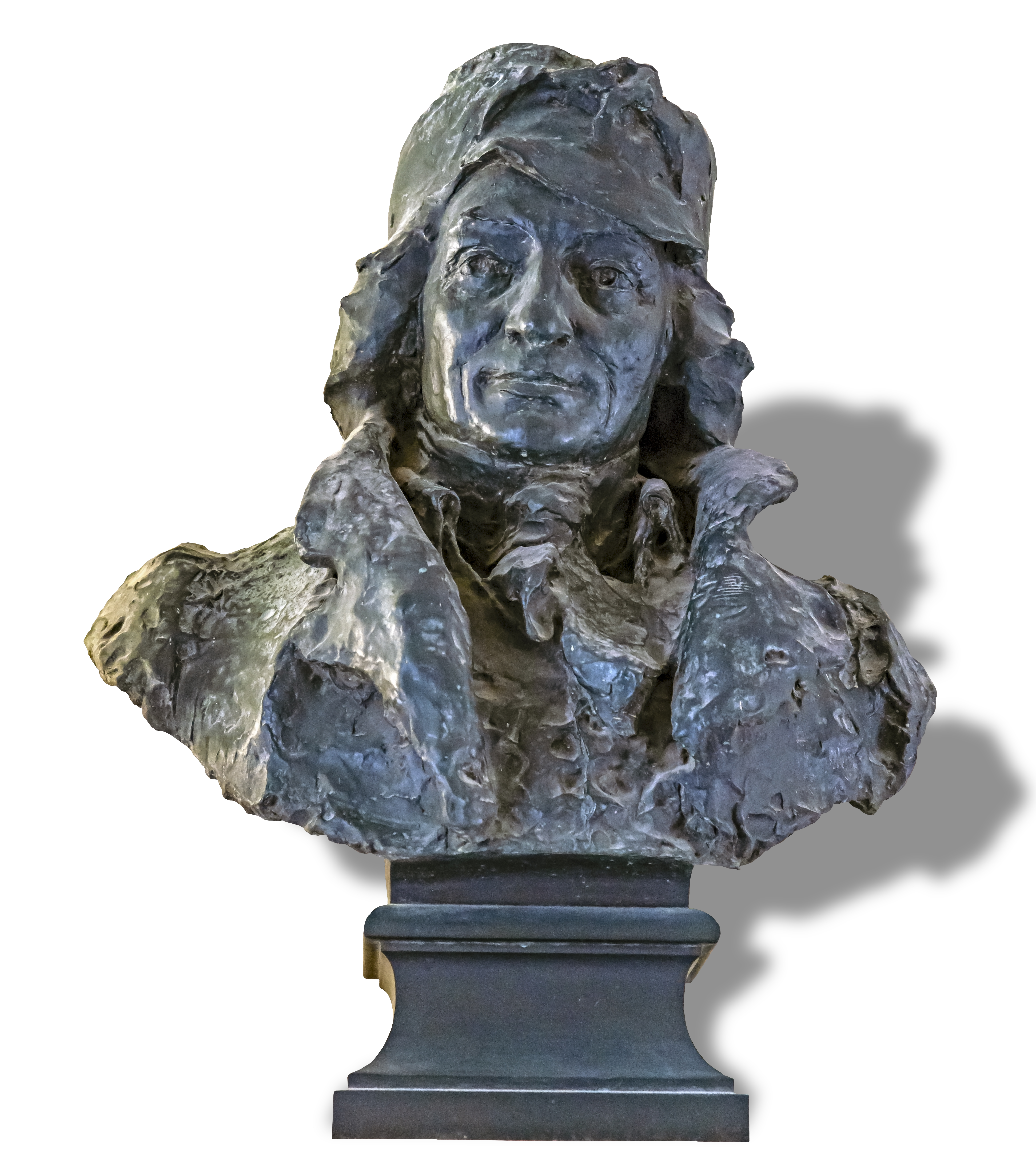
Buste de Jacques Gamelin par Alexandre Falguière (1898, musée des Beaux-Arts de Carcassonne).

Au XIXe siècle, la rue Jacques-Gamelin est connue comme le chemin des Turres. L'origine de ce nom, qui s'est conservé pour une rue voisine, n'est pas claire : Pierre Salies fait simplement remarquer qu'une « turre » (turra en occitan) désigne une « motte de terre ».
En 1930, on veut lui donner le nom de rue Goudouli : mais, le nom du poète toulousain Pèire Godolin (francisé en Pierre Goudouli) ayant déjà été donné à une rue du faubourg Arnaud-Bernard – la rue Godolin – et une rue du quartier du Pont-des-Demoiselles – l'actuelle rue Goudouli –, il faut se résoudre à lui donner un nouveau nom. En 1934, le conseil municipal porte son choix sur Jacques Gamelin (1738-1803), peintre et graveur carcassonnais qui fit une grande partie de sa carrière à Toulouse.

## Histoire
Au XIXe siècle, la rue Jacques-Gamelin n'est qu'un chemin qui traverse la campagne toulousaine, désigné comme le chemin des Turres. Il est aménagé vers 1880, mais il conserve un aspect rural. Il n'est pas encore véritablement urbanisé, puisqu'il aboutit à un simple hameau, les Sept Oustals (los sèt ostals, les « sept maisons » en occitan), où on ne compte pas plus de... sept maisons. En 1889, les habitants réclament même l'installation d'un éclairage au pétrole.
Durant l'entre-deux-guerres, l'accroissement de la population dans le nouveau quartier de Fontaine-Lestang s'accompagne de la construction d'une école maternelle, d'une école de garçons et d'une école de filles. Entre 1928 et 1931, une cité-jardin est aménagée pour le compte de l'office public municipal d'habitations à bon marché, sur les plans de l'architecte de la ville, Jean Montariol, au sud du chemin des Turres, entre la rue de l'Estang (actuelle rue de Caen) et la rue des Turres : la cité-jardin de Fontaine-Lestang compte alors 74 logements. C'est alors qui le vieux chemin des Turres est véritablement aménagé en rue.

## Patrimoine et lieux d'intérêt

### École élémentaire Étienne-Billières
Le groupe scolaire du quartier Fontaine-Lestang est construit entre 1938 et 1940 sur les plans de l'architecte de la ville, Jean Montariol, une dizaine d'années après la réalisation de la cité-jardin de Fontaine-Lestang (démolie, emplacement des actuels no 1 à 23 et no 2 à 22 rue de Caen). Il rassemble une école de garçons, une école de filles et une école maternelle (actuel no 2 rue d'Auch). Le groupe scolaire intègre une salle des fêtes et de réunions pour les œuvres post-scolaires. Il s'agrandit encore en 1949 d'une salle de gymnastique et d'une salle de garderie,.

### Maisons
- no  1 : maison toulousaine (premier quart du XXe siècle)[11].
- no  33 : maison toulousaine (premier quart du XXe siècle)[12].
- no  49 : maison  (deuxième quart du XXe siècle)[13].

### Usine «des Biscottes»

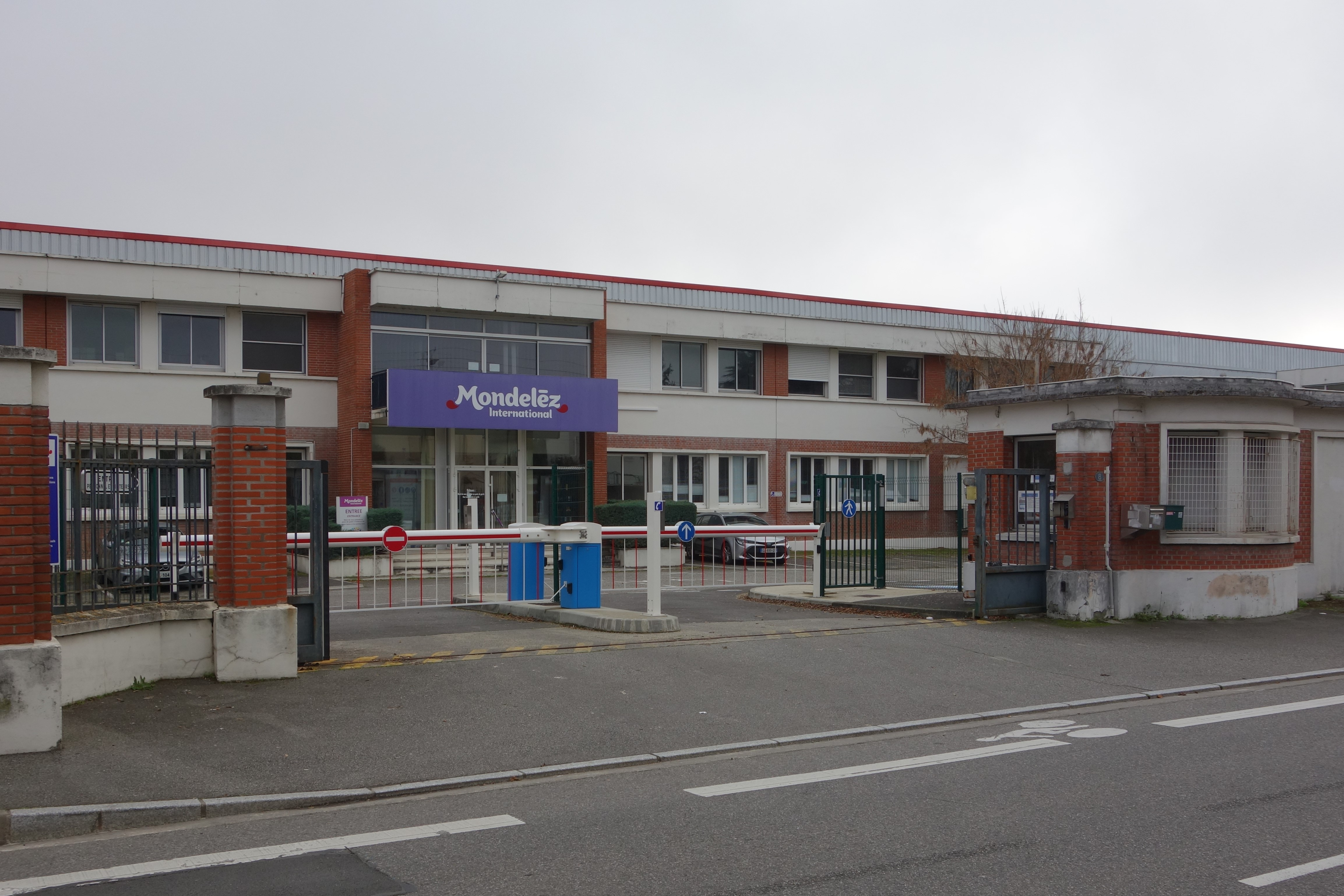
L'entrée de l'usine « des Biscottes ».

L'usine de biscottes Paré est ouverte en 1951 par la société toulousaine de Minoterie. En 1960, puis en 1963, en plein développement, la biscotterie s'agrandit par la construction de nouveaux bâtiments – ateliers, entrepôts, bureaux administratifs et commerciaux, service médical, locaux sanitaires et sociaux. En 1974, elle emploie près de 300 personnes. Elle est absorbée par Générale Biscuits, société française propriétaire de plusieurs entreprises de l'agroalimentaire, dont Heudebert : à Toulouse, la production passe donc sous la marque Heudebert. En 1986, Générale Biscuits est rachetée par la société française BSN-Gervais Danone. En 2001, Danone décide de regrouper sous une même marque les activités liées aux biscuits : c'est alors que la production Heudebert passe sous la marque LU. Finalement, en 2007, la branche biscuit du groupe Danone est cédée au groupe américain Kraft Foods, devenu Mondelez International en 2012.
L'usine emploie environ 80 salariés. Elle produit les biscottes et pains grillés Pelletier, les barres de céréales Grany, ainsi que, depuis 2018, les boîtes de Cachou Lajaunie : en 2019, la production était de 12 tonnes de biscottes et pains grillés, 13 tonnes de barres de céréales, et 10 000 boîtes de bonbons.

### Parc de Fontaine-Lestang
Le parc est aménagé entre 1979 et 1984, sur des terrains situés entre l'usine des Biscottes Paré et les voies de la ligne de chemin de fer.

## Personnalité
- Henri Desbals (1904-1944) : conseiller municipal entre 1935 et 1940, il s'engage pendant la Seconde Guerre mondiale dans le mouvement « Libérer et Fédérer » mais, arrêté, il est déporté et meurt au camp de Buchenwald. Il habitait une maison de la rue Jacques-Gamelin (ancien no 3)[19].